# Glodianus
Glodianus is een geslacht van insecten uit de orde vliesvleugeligen (Hymenoptera) en de familie Ichneumonidae.

## Soorten
- G. areolatus (Taschenberg, 1876)
- G. bombycivorus Cameron, 1902
- G. delectus (Cresson, 1874)
- G. dimidiatus (Brulle, 1846)
- G. longicauda (Brulle, 1846)
- G. pallidiceps Cameron, 1911
- G. peruvianus Szepligeti, 1916
- G. xanthostomus Cameron, 1911